# Kepler-430c
Kepler-430c es un planeta extrasolar que forma parte de un sistema planetario formado por al menos dos planetas. Orbita la estrella denominada Kepler-430. Fue descubierto en el año 2015 por la sonda Kepler por medio de tránsito astronómico.